# Avenida Josefina Arruti
La avenida Josefina Arruti es una avenida de la ciudad española de Pontevedra. Constituye la principal vía de salida de la capital pontevedresa en dirección sur. 

## Origen del nombre
La avenida recibe su nombre en homenaje a Josefina Arruti Viaño (1906-2003), esposa de Bibiano Fernández Osorio y Tafall, el primer alcalde democrático de Pontevedra, elegido en 1931 al inicio de la Segunda República española.

## Historia
La actual avenida Josefina Arruti tiene su origen en la planificación urbana de mediados del siglo XX. Ya en el Plan de Desarrollo Urbano de 1953 se proyectaba una vía siguiendo el cauce del río Gafos, paralela a la N-550, con el objetivo de mejorar el acceso sur a la ciudad. Aunque en aquel entonces la zona tenía un menor nivel de edificación, se anticipaba la necesidad de desdoblar la N-550 en este tramo para facilitar la entrada a Pontevedra.
El proyecto de la avenida permaneció sin ejecutarse durante más de sesenta años. En mayo de 1998, el alcalde Juan Luis Pedrosa suscribió un protocolo de inversión con el Ministerio de Fomento que incluía la construcción de la avenida, aunque el proyecto nunca llegó a materializarse. No fue hasta 2009 cuando un convenio entre el Ayuntamiento de Pontevedra y el Ministerio de Fomento, posteriormente ampliado con una adenda, sentó las bases para su construcción. Finalmente, en septiembre de 2012, el Ayuntamiento aprobó el proyecto de desdoblamiento de la N-550 en el sur de la ciudad, dando luz verde definitiva a la obra.
La avenida empezó a construirse en septiembre de 2014 con la explanación y nivelado de la zona y fue inaugurada el 21 de septiembre de 2015. En 2020 se llevó a cabo la construcción del nuevo vial de acceso a la Estación de Autobuses, que conecta con la avenida a mitad de su trazado, en el lado este.

## Descripción

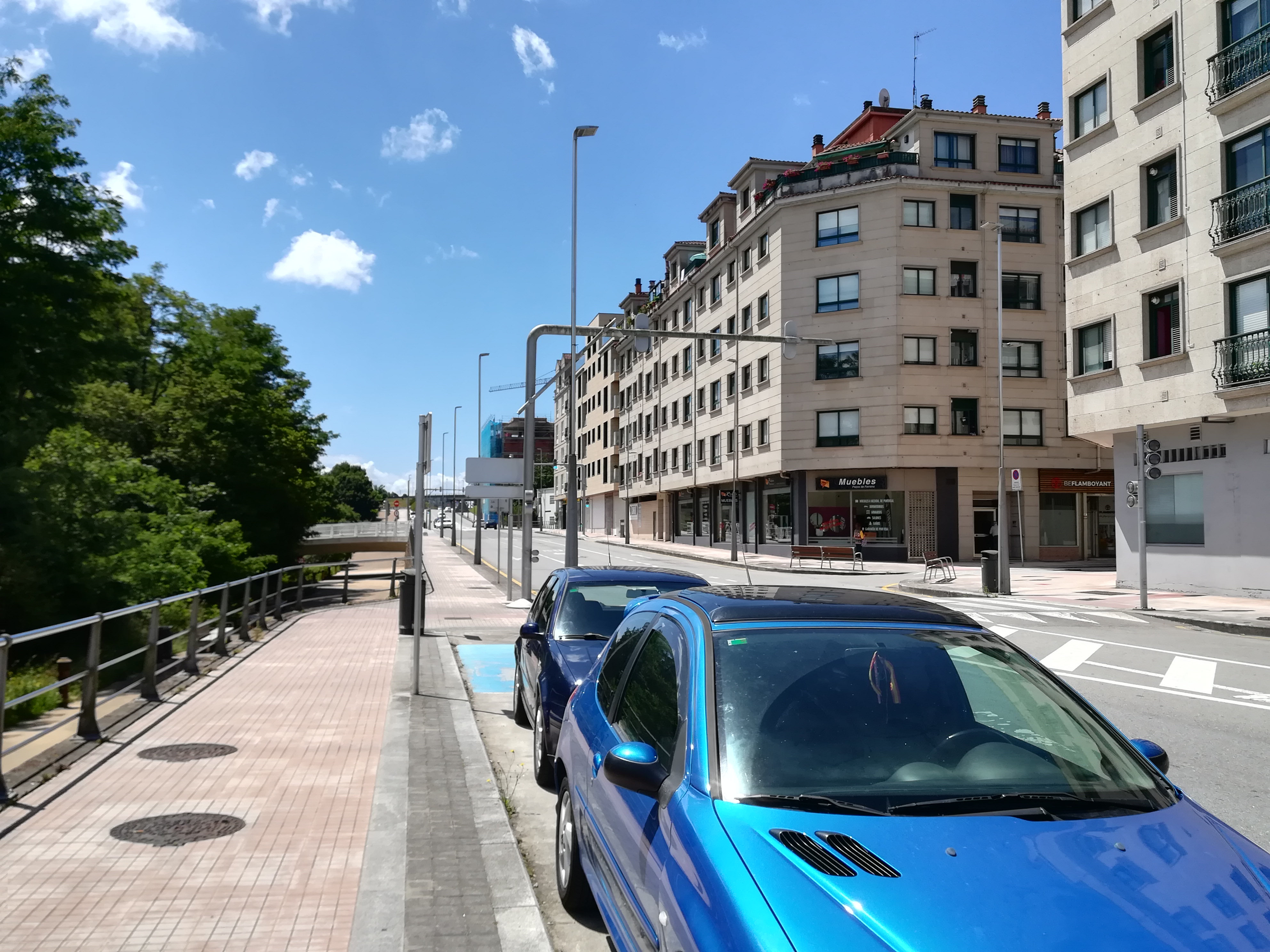
Tramo sur de la avenida.

La avenida Josefina Arruti es una avenida de 460 metros de longitud y 25 metros de ancho, recta y en ligera cuesta descendente, que conecta en el sur de la ciudad el Nudo de O Pino, en el enlace con la autovía de circunvalación PO-10 con la Avenida de la Estación, en las proximidades de la Estación de autobuses de Pontevedra.
La avenida se extiende entre dos rotondas, siguiendo un trazado paralelo en la mitad de la misma al curso del río Gafos en una cota más elevada. En su extremo oeste, conecta con la calle Pintor Luis Seoane, mientras que en el este enlaza con el vial de acceso y salida de la Estación de Autobuses. En su primer tramo, el lado este de la avenida transcurre junto a una zona ajardinada y una pasarela de madera que flanquean el río Gafos.
La avenida Josefina Arruti cuenta con tres carriles de circulación: dos en dirección al centro de la ciudad desde el nudo de O Pino y uno hacia la salida. A lo largo de la misma se encuentran cuatro pasos de peatones sobreelevados. Se extiende paralela a la actual avenida de Vigo, separada de esta por unos cincuenta metros. Al circular desde O Pino hacia el centro, los edificios quedan a la izquierda, mientras que el río Gafos se ubica a la derecha. Entre la calzada y el cauce del río se encuentra una acera de tres metros de ancho, y a un nivel inferior, una senda peatonal y ciclista de 5,5 metros de ancho en su mayoría, que se amplía a 8 metros en su tramo central.
La avenida tiene un uso principalmente residencial, con una menor presencia de comercios. Los edificios ubicados en el primer tramo fueron construidos a principios de la década de 2000, mientras que los situados en los tramos medio y final se levantaron en la década de 2020. En el lado este, la avenida colinda con una zona arbolada que, hasta la mitad de su recorrido, bordea el curso del río Gafos.

## Galería de imágenes

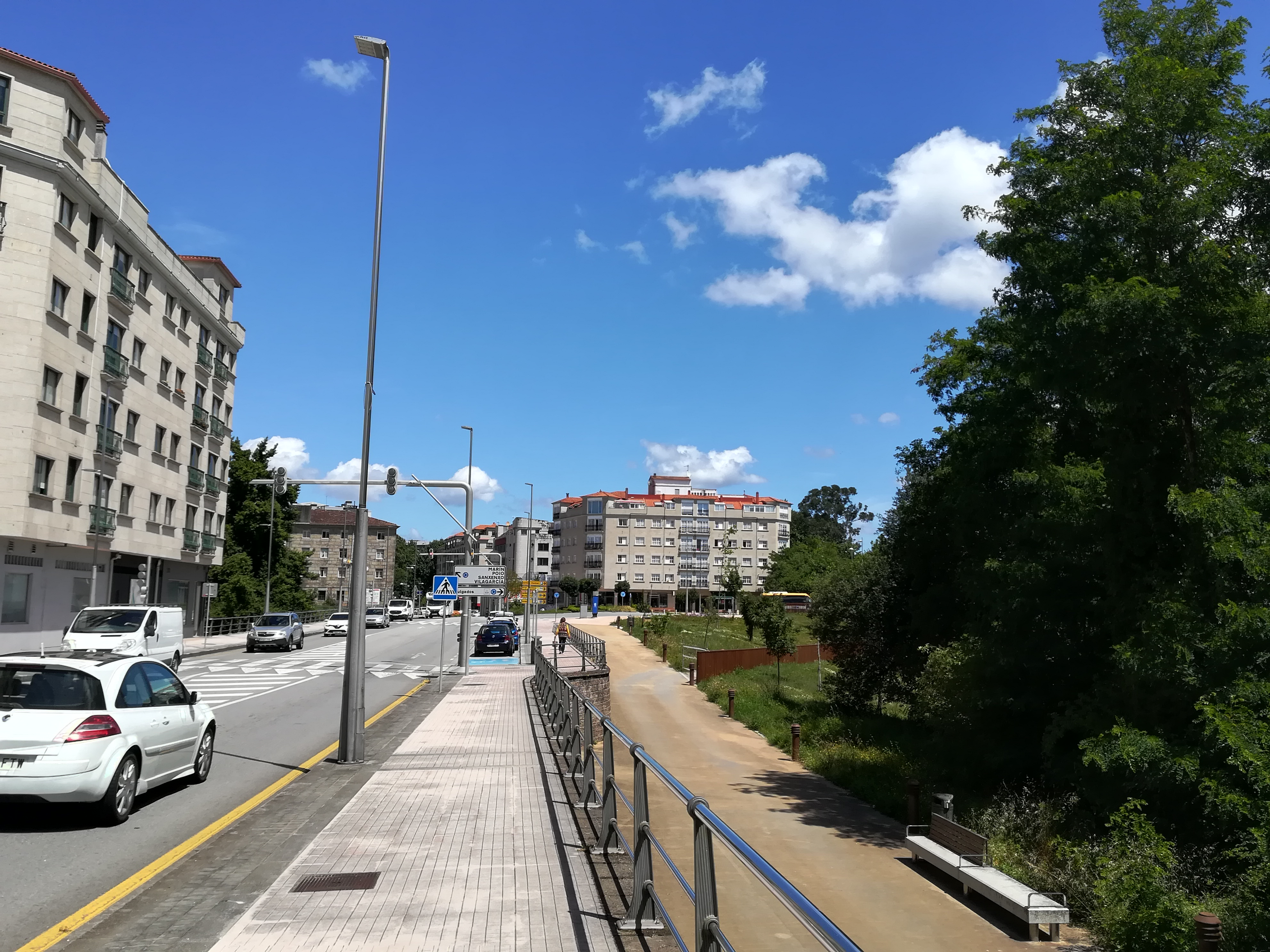
Tramo norte de la avenida.
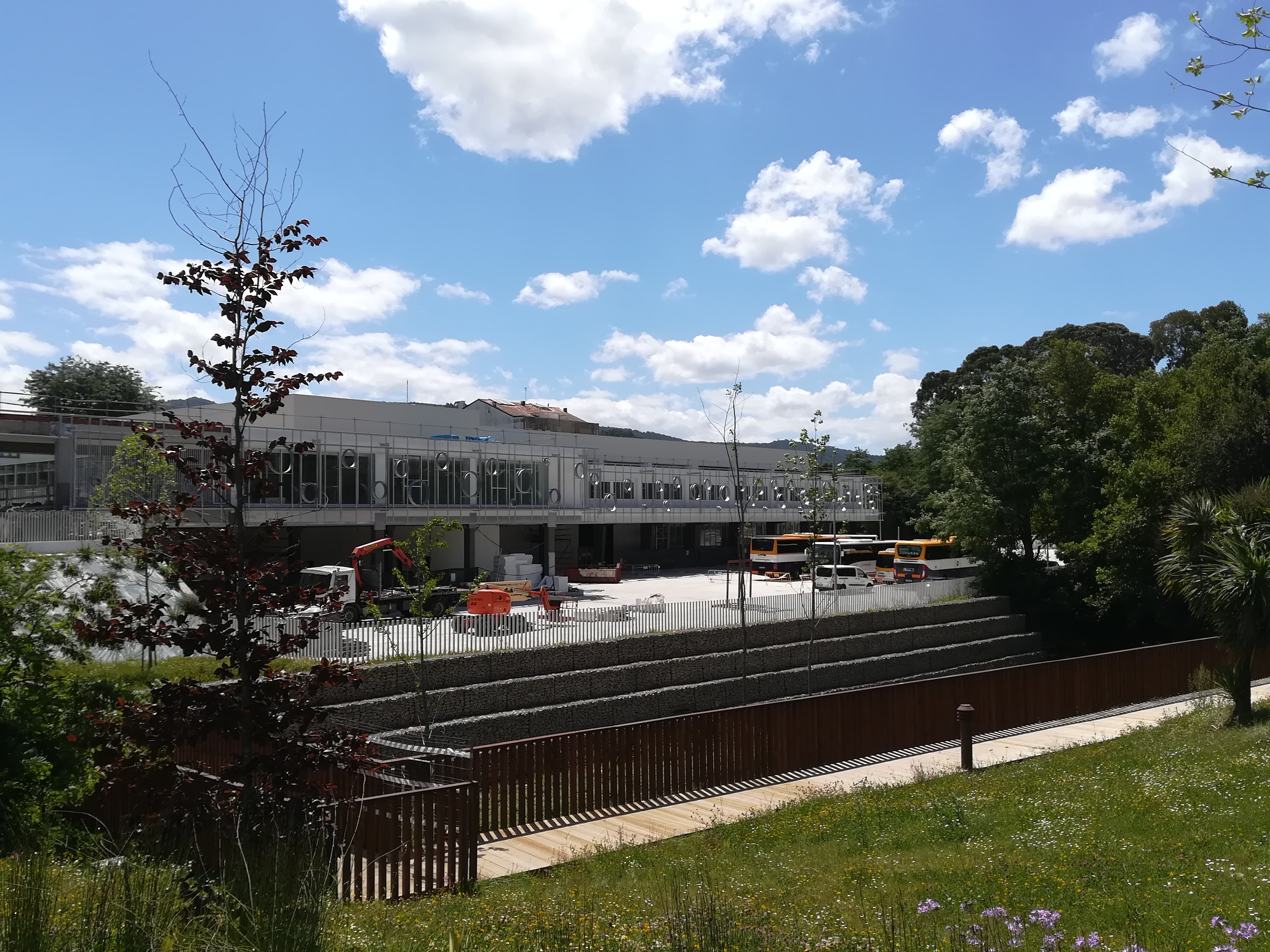
Área ajardinada enfrente a la Estación de Autobuses.
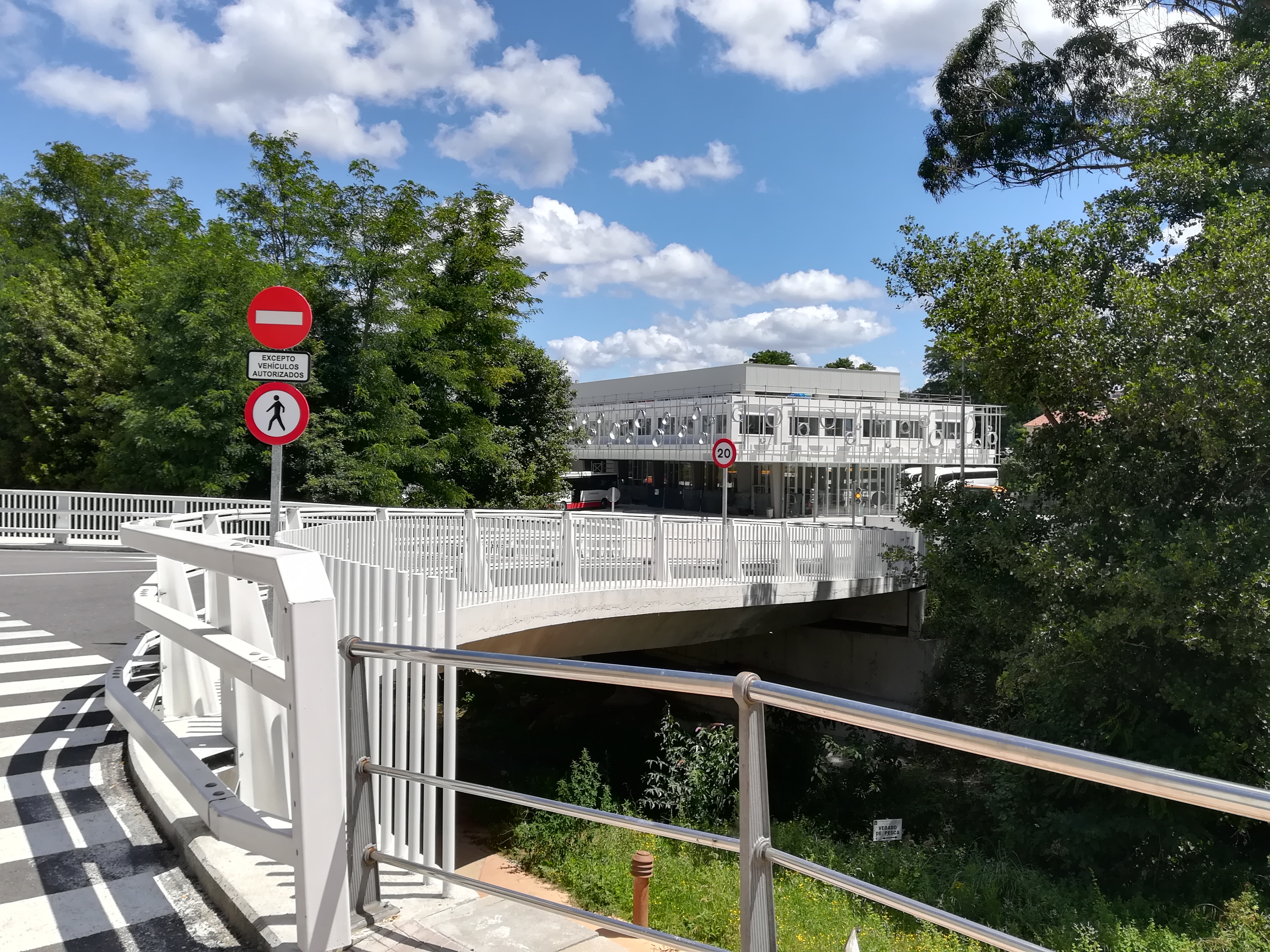
Acceso a la Estación de autobuses desde la avenida.
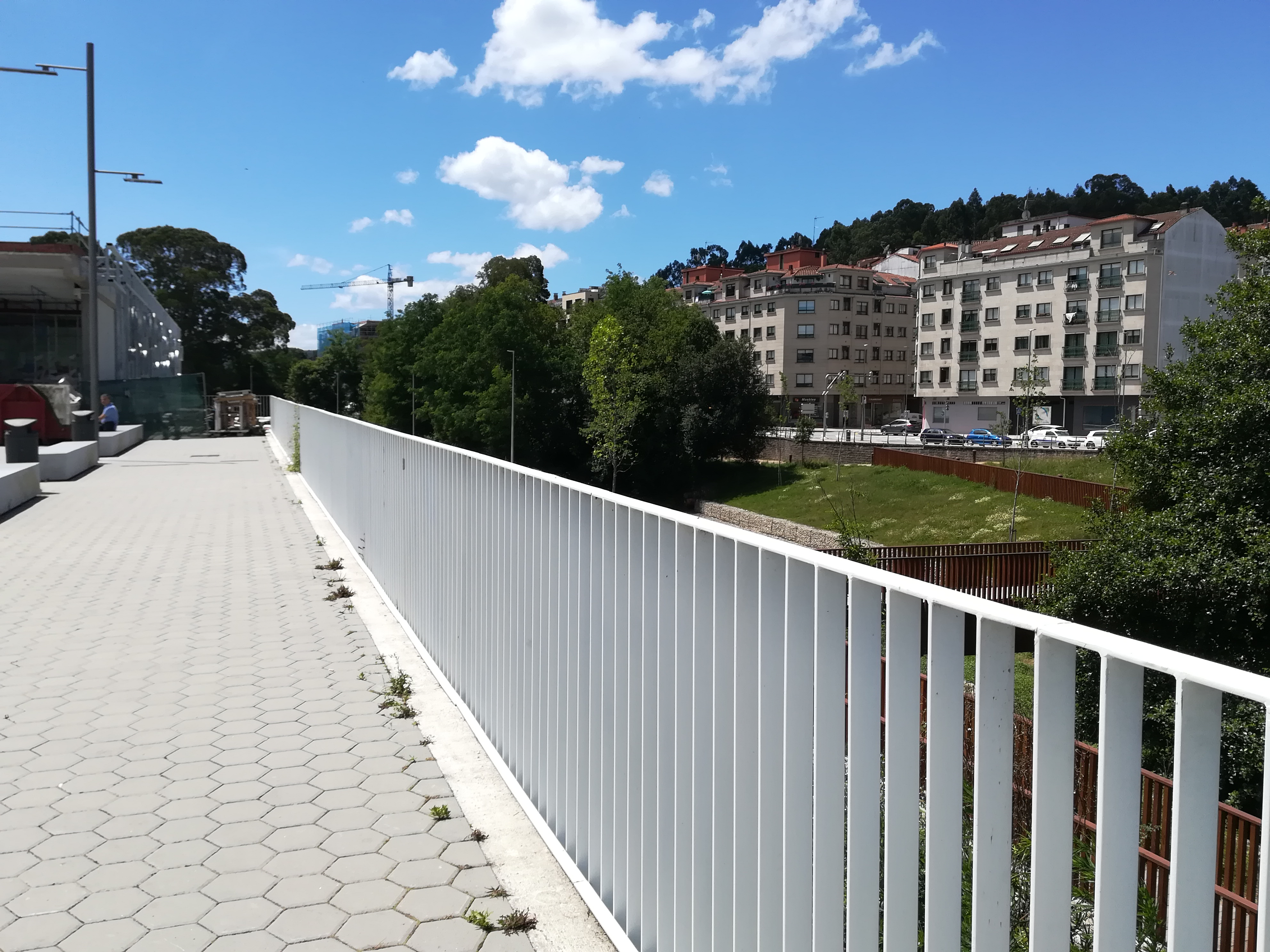
La avenida desde la plaza de la Estación.
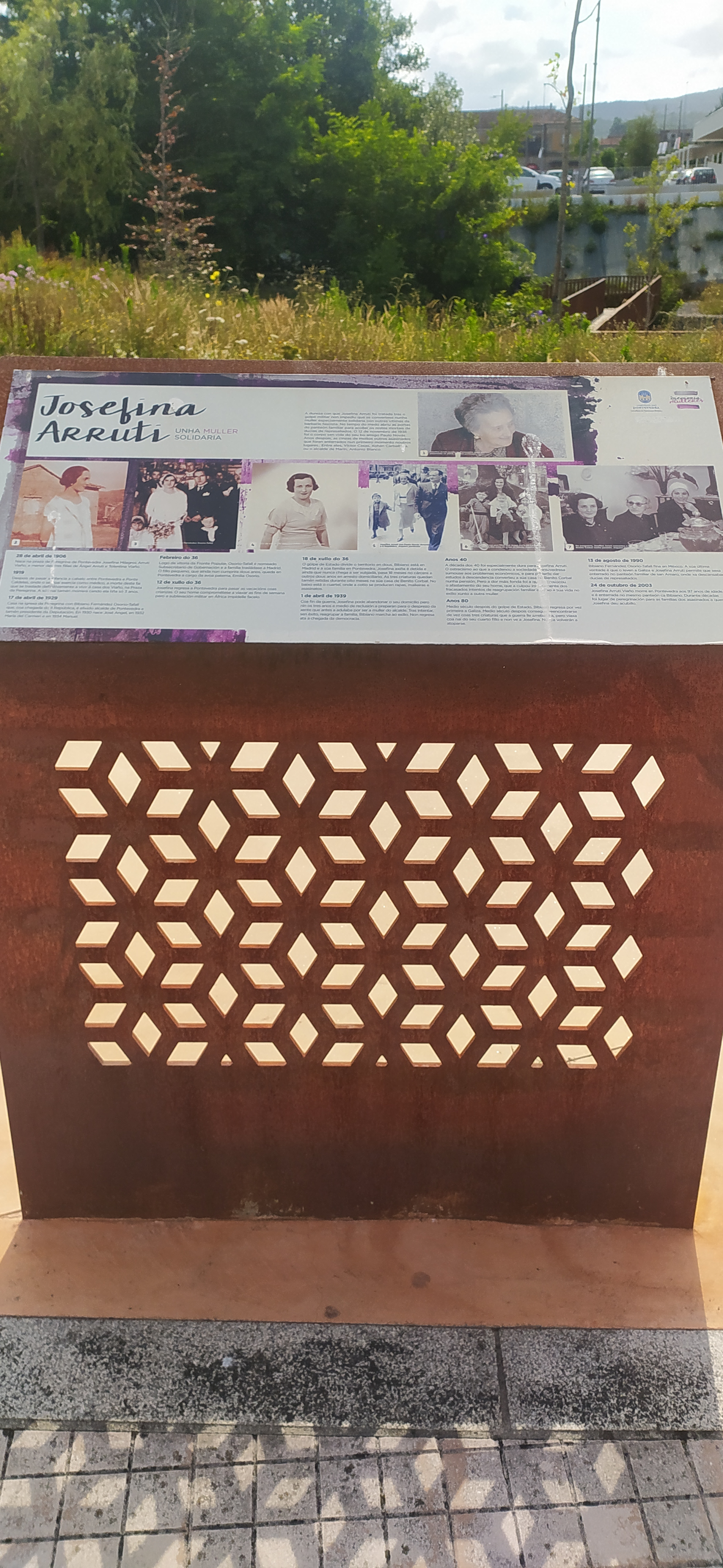
Panel informativo sobre Josefina Arruti al inicio de la avenida.